# Oskar Suursööt
Oskar Suursööt (* 18. Maijul. / 30. Mai 1893greg. in der Landgemeinde Saku, heute Kreis Harju, Estland; † 3. Februar 1942 im Arbeitslager Wjatlag, Oblast Kirow, Sowjetunion) war ein estnischer Politiker.

## Frühe Jahre
Oskar Albert Suursööt wurde als Sohn von Jüri (1856–1941) und Helene Emilie Suursööt (geb. Jakobson, 1957–1927) in Saku bei Tallinn geboren.
Er besuchte zunächst die Gemeindeschule in Saku. Anschließend ging er auf das Gymnasium Nikolaus I. in Tallinn (heute Gustav-Adolf-Gymnasium), wo er 1915 Abitur machte. An der Universität in der russischen Hauptstadt Sankt Petersburg schrieb er sich im Fach Rechtswissenschaft ein. 1916 wurde Suursööt während des Ersten Weltkriegs in die zaristische Armee einberufen. Bis 1917 diente er in den russischen Streitkräften.

## Leben und Politik
Mit der staatlichen Unabhängigkeit Estlands 1918 organisierte Suursööt die estnischen Bürgerwehren (Kaitseliit) in der Hauptstadt Tallinn und im umgebenden Kreis Harju. Bei den estnischen Kommunalwahlen 1919 kandidierte Suursööt erfolgreich für den Stadtrat von Tallinn. Daneben wurde er in den Kreisrat von Harju gewählt und war von 1920 bis 1922 dessen Vorsitzender. Er war Gründungsmitglied und erster Vorstandsvorsitzender des Estnischen Landkreisverbands (Eesti Maakondade Liit).
Von 1922 bis 1924 ging Suursööt mit einem Stipendium des estnischen Innenministeriums für weitere Studien nach Deutschland. 1924 machte er sein Diplom im Fach Kommunale Selbstverwaltung an der Fürst Leopold-Akademie für Verwaltungswissenschaften in Detmold.
Zurückgekehrt nach Estland war Suursööt kurzzeitig im estnischen Innenministerium beschäftigt, bevor er von 1925 bis 1928 Leiter der Bürgerwehr Kaitseliit des Landkreises Harju. Ab 1928 war Suusööt bei der Versicherungsgesellschaft Maja beschäftigt, ab 1932 als geschäftsführender Direktor der vereinigten Versicherungsgesellschaft EEKS-Maja. Ab 1931 war Suusööt Mitglied des Vorstands der „Zentralbank der Landwirte“ (Põllumeeste Keskpank) und ab 1936 dessen Vorsitzender.
Er gehörte von 1929 bis 1934 (de iure 1937) dem estnischen Parlament (Riigikogu) in dessen vierter und fünfter Legislaturperiode an. Suursööt war Mitglied der konservativ-agrarischen Partei Bund der Landwirte (Põllumeeste Kogud) um den charismatischen estnischen Politiker Konstantin Päts.
Vom 19. Februar bis zum 19. Juli 1932 war Oskar Suursööt Wirtschaftsminister der Republik Estland im kurzlebigen Kabinett Teemant IV von Staats- und Regierungschef Jaan Teemant.
Nach dem vom estnischen Staats- und Regierungschef Konstantin Päts und dem Militär Johan Laidoner durchgeführten unblutigen Staatsstreich vom 12. März 1934 unterstützte Suursööt Päts’ Umbau der demokratischen Republik in einen autoritären Staat. 1935 wurde Suursööt nach dem Verbot der politischen Parteien Vorsitzender des Zentralvorstands der patriotischen Vaterlandsunion (Isamaaliit). Er hatte das Amt bis 1937 inne. Von 1938 bis zur sowjetischen Besetzung Estlands 1940 gehörte Suursööt der ersten Abgeordnetenkammer des estnischen Parlaments (Riigivolikogu) an.

## Verhaftung und Tod
Unmittelbar nach der sowjetischen Besetzung Estlands wurde Oskar Suursööt am 24. Juli 1940 vom NKWD verhaftet. Er starb vermutlich Anfang Februar 1942 in einem Arbeitslager im Inneren der Sowjetunion. Andere Quellen gehen von seinem Tod 1950 in Magadan aus.

## Privatleben
Oskar Suursööt war mit Meeta Suursööt (geb. Ostmann, 1897–1990) verheiratet. Das Paar hatte zwei Töchter und einen Sohn.